# Willard Libby

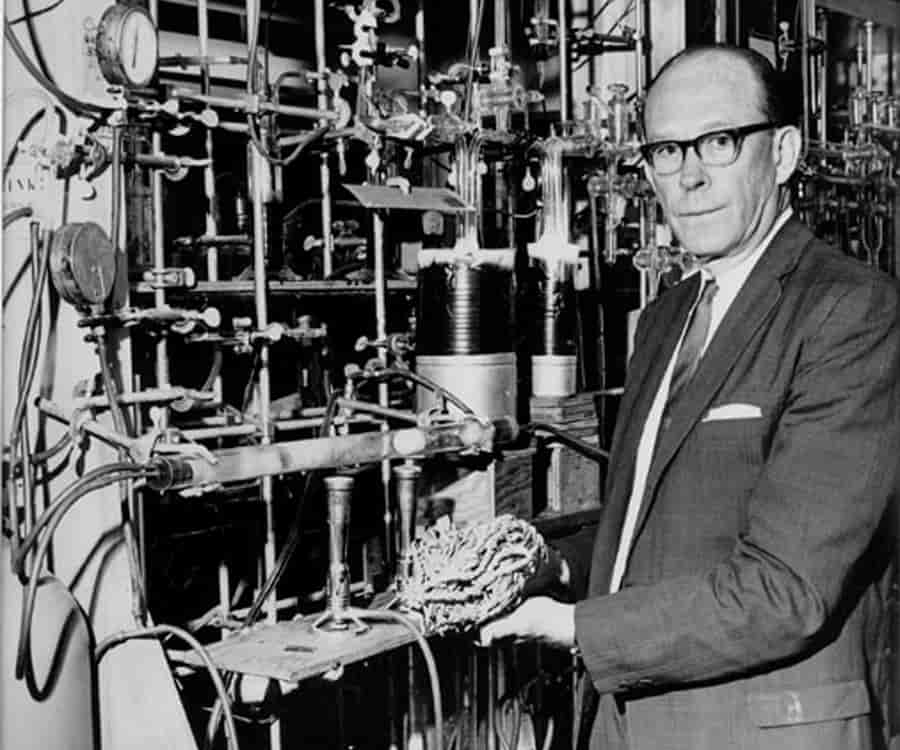
Willard Libby

Willard Frank Libby (* 17. Dezember 1908 in Grand Valley, Colorado; † 8. September 1980 in Los Angeles) war ein US-amerikanischer Chemiker und Physiker. Für die Entwicklung der Radiokohlenstoffmethode zur Bestimmung des Alters archäologischer Funde erhielt er 1960 den Nobelpreis für Chemie.

## Leben und Werk
Libby war physikalischer Chemiker und beschäftigte sich mit Radioaktivität und Isotopenforschung.
Libby studierte von 1927 bis 1933 Chemie an der University of California in Berkeley und schloss mit dem Grad eines Doktors ab (Promotion bei Wendell Latimer). Seine Doktorarbeit behandelte die Radioaktivität der Lanthanoide (Radioactivity of ordinary elements, especially samarium and neodymium method of detection). Unmittelbar nach Abschluss der Studien begann seine wissenschaftliche Laufbahn zunächst als Instructor und später als Assistant Professor. Während der 1930er Jahre baute Libby den ersten Geigerzähler in den Vereinigten Staaten. Er entwickelte darüber hinaus im Jahr 1934 Teilchendetektoren zum Messen schwacher Radioaktivität.
Mit einem Guggenheim-Stipendium arbeitete er von 1941 bis 1945 an der Columbia University am Manhattan-Projekt. Er arbeitete in der Gruppe von Harold Clayton Urey an der Anreicherung von Uran-235 nach dem Gasdiffusionsverfahren. Die Verwendung des sehr korrosiven Uranhexafluorids stellte die Arbeitsgruppe vor die Herausforderung, korrosionsfeste Materialien zu finden. Die Erkenntnisse Libbys zur ursächlichen Wirkung ermöglichten ein besseres Verständnis der Korrosion sowie die Entwicklung geeigneter Materialien.
Nach dem Krieg folgte er einem Ruf an die University of Chicago, wo er bis 1954 lehrte. Als ein Pionier der Radiochemie und Isotopenforschung entwickelte er zwischen 1948 und 1950 die Radiokohlenstoffmethode zur Datierung archäologischer Fundstücke, wenn diese organisches Material enthalten und zwischen 500 und 50.000 Jahre alt sind. Sie beruht auf einer vergleichenden Aktivitätsmessung des Kohlenstoffisotops 14C in einer prähistorischen und einer frischen Probe organischen Materials. Diese Methode spielt in der Paläopathologie und Gerichtsmedizin eine große Rolle.
Für die nächsten fünf Jahre war er als erster Chemiker Mitglied der US-Atomenergiekommission. 1959 kehrte er wieder an die University of California zurück, wo er bis zu seinem Ruhestand 1976 tätig war. Ab 1962 leitete er dort das Institut für Geo- und Weltraumphysik.
Libby erhielt zahlreiche Forschungspreise und Auszeichnungen, der wohl wichtigste war 1960 der Nobelpreis für Chemie. Zwei Jahre zuvor war er mit dem Willard Gibbs Award geehrt worden. Er war Mitglied mehrerer Akademien. Seit 1950 war er Mitglied der National Academy of Sciences. 1954 wurde er in die American Academy of Arts and Sciences gewählt. 1958 wurde er als korrespondierendes Mitglied in die Heidelberger Akademie der Wissenschaften aufgenommen. Seit 1954 war er Mitglied der American Philosophical Society und seit 1969 korrespondierendes Mitglied der British Academy.
Libby war von 1940 bis 1966 mit Leonor Hickey verheiratet und wurde 1945 Vater von Zwillingstöchtern. Nach der Scheidung heiratete er im Jahr 1966 die Physikerin Leona Woods Marshall.

## Schriften
- Willard F. Libby: Radiocarbon Dating. University of Chicago Press, Chicago 1952